# Église Saint-Pierre-ès-Liens de Jumilhac-le-Grand
Pour les articles homonymes, voir Église Saint-Pierre-ès-Liens.
L'église Saint-Pierre-ès-Liens est une église catholique française située à Jumilhac-le-Grand, dans le département de la Dordogne, en région Nouvelle-Aquitaine.

## Localisation
L'église Saint-Pierre-ès-Liens est située au nord-est du département de la Dordogne, en Périgord vert, à l'entrée sud-ouest du bourg de Jumilhac-le-Grand, en bordure de la route départementale 78, une quinzaine de mètres au sud du château de Jumilhac.

## Historique
L'église a été bâtie aux XIIe et XIVe siècles. Le portail occidental, la nef, le transept et le clocher sont de style roman. Le chœur est gothique.
Jusqu'à la Révolution, les châtelains voisins y étaient inhumés.
Elle est inscrite au titre des monuments historiques depuis le 23 mai 1925.

## Architecture
Initialement, au XIIe siècle, l'église comportait un plan en forme de croix latine avec un chœur terminé par une abside hémicirculaire, flanquée de deux absidioles. Au XIVe siècle, l'abside et les absidioles ont été remplacées par un chœur à deux travées, terminé par un chevet plat.
L'église, de direction est-ouest, est surmontée d'un clocher octogonal de type limousin.
Une fois passé le portail occidental roman encadré de colonnettes et de chapiteaux, l'intérieur se compose d'une nef à trois travées prolongée par un chœur, lui-même composé de deux travées. Entre la nef et le chœur, la croisée du transept, délimitée par quatre robustes piliers, soutient une coupole et le clocher. Le transept sud recèle deux retables dédiés à la Vierge Marie et à saint Joseph. Le transept nord, où se trouvait initialement le retable de la Vierge, montre un mur entièrement peint.
Côté sud, la nef donne sur une petite chapelle gothique et le chœur s'ouvre sur la sacristie.
Une litre funéraire, particulièrement visible au niveau du transept et du portail, arbore les armoiries de Jean-François Chapelle, marquis de Jumilhac, mort en 1693.

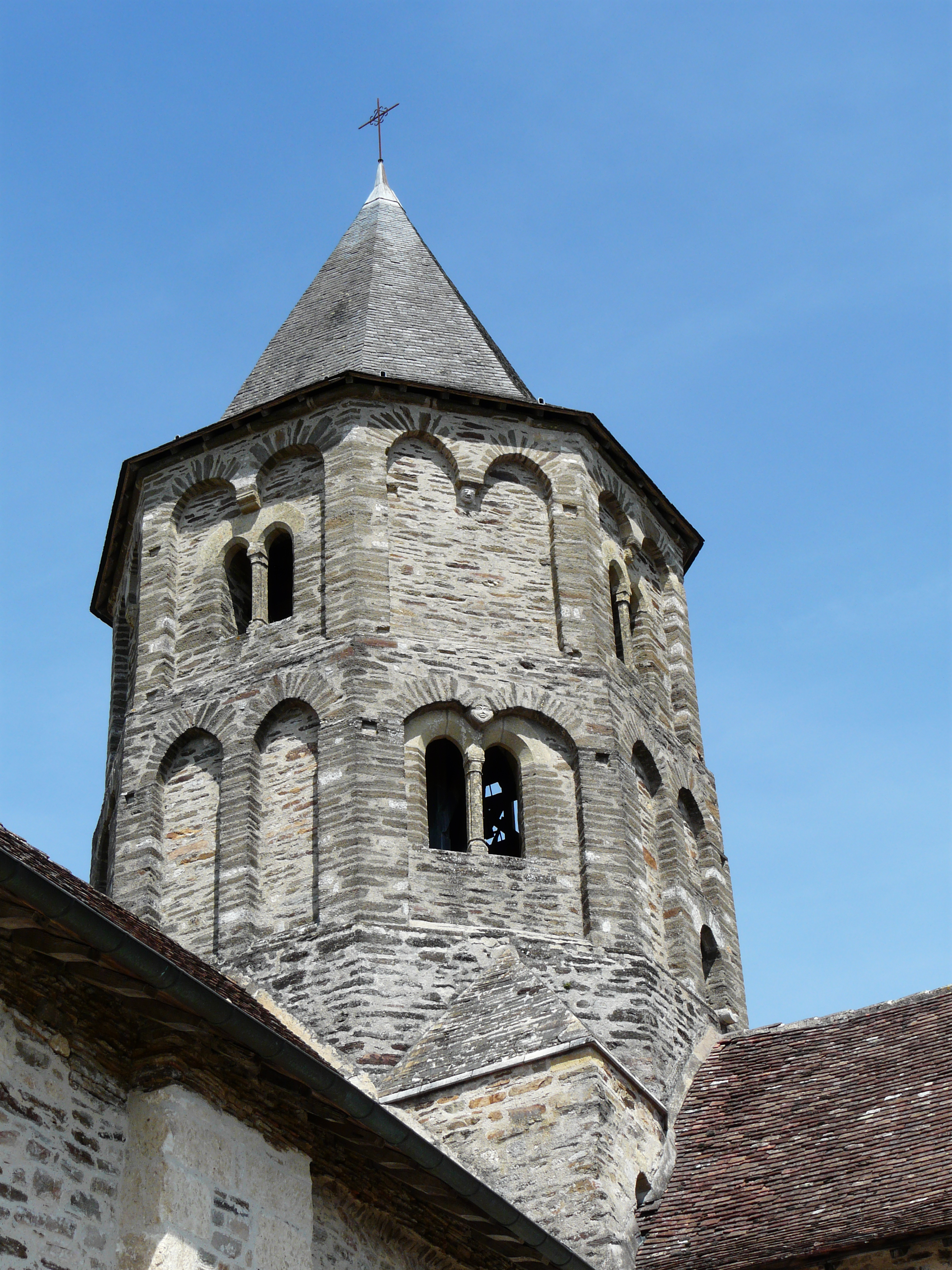
Le clocher octogonal de type limousin.
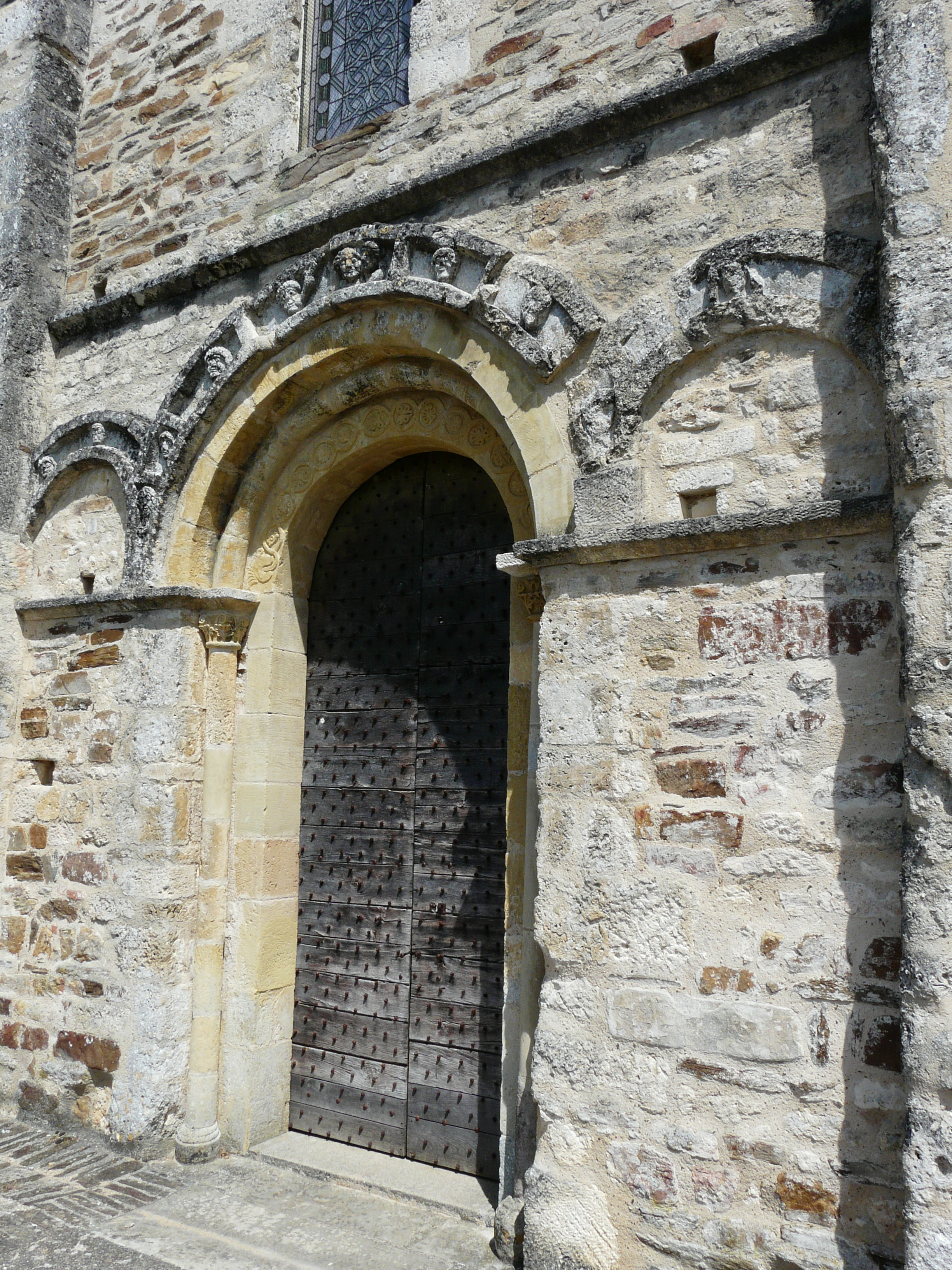
Le portail roman.
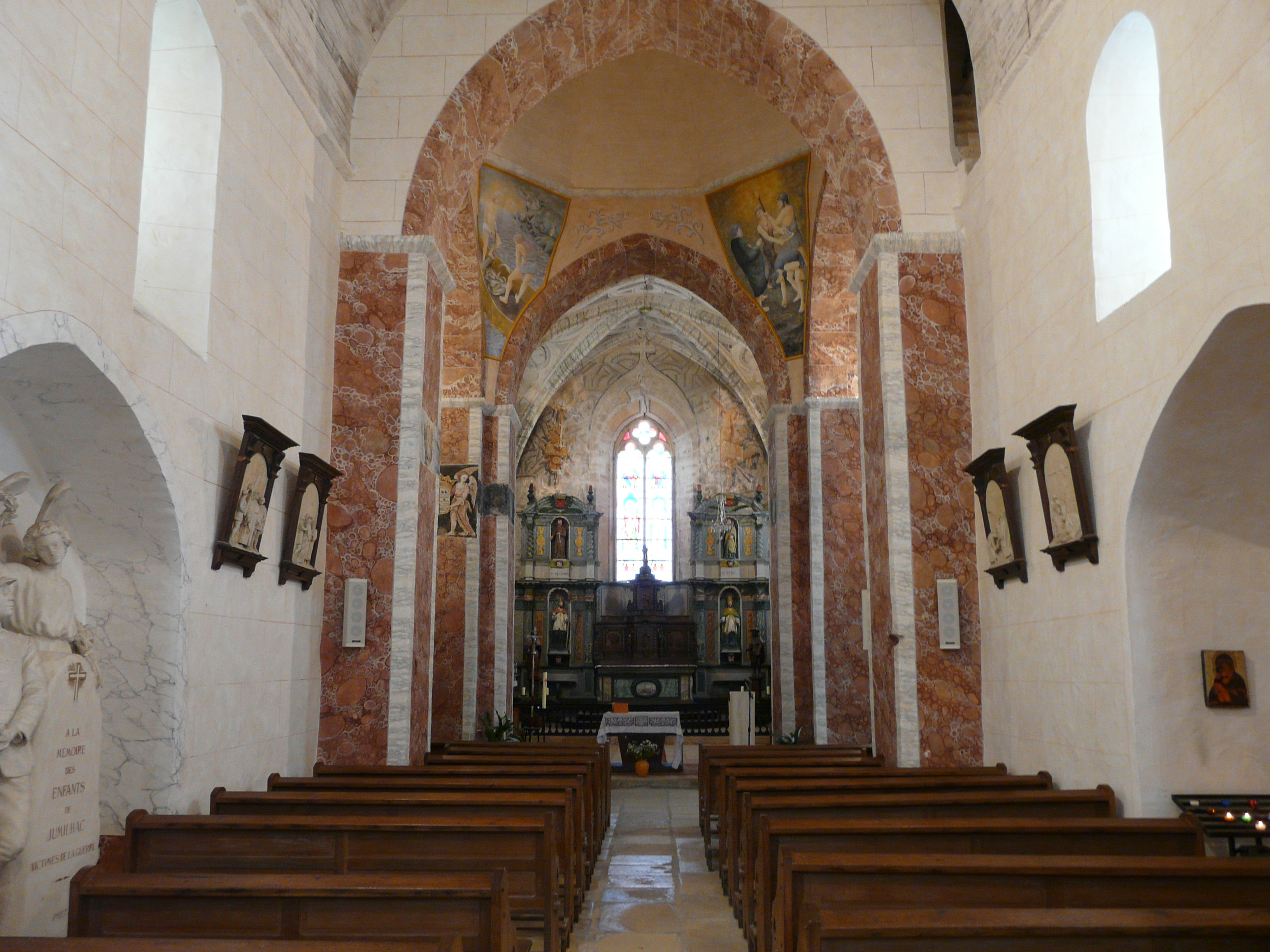
La nef.
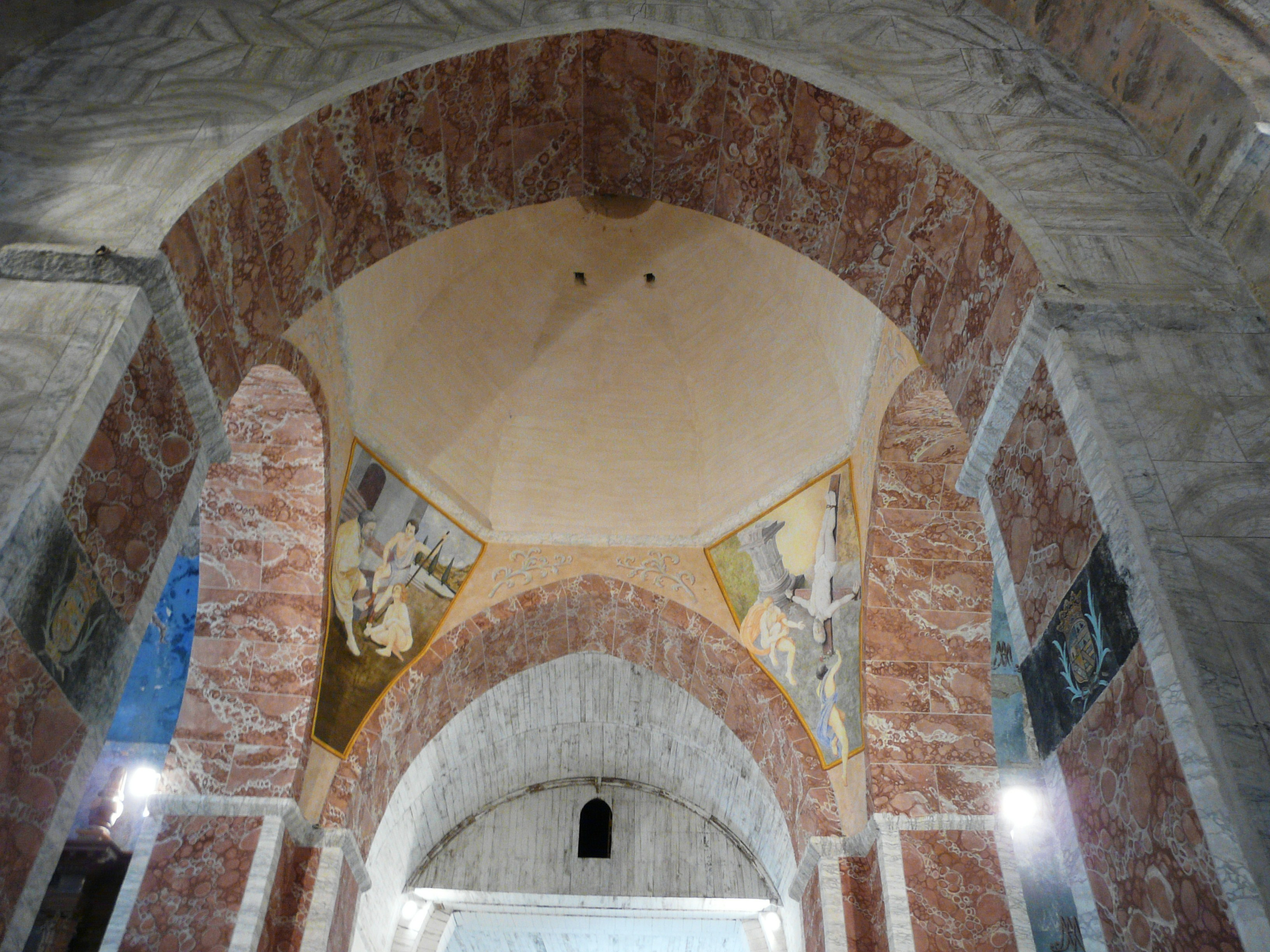
La croisée du transept.
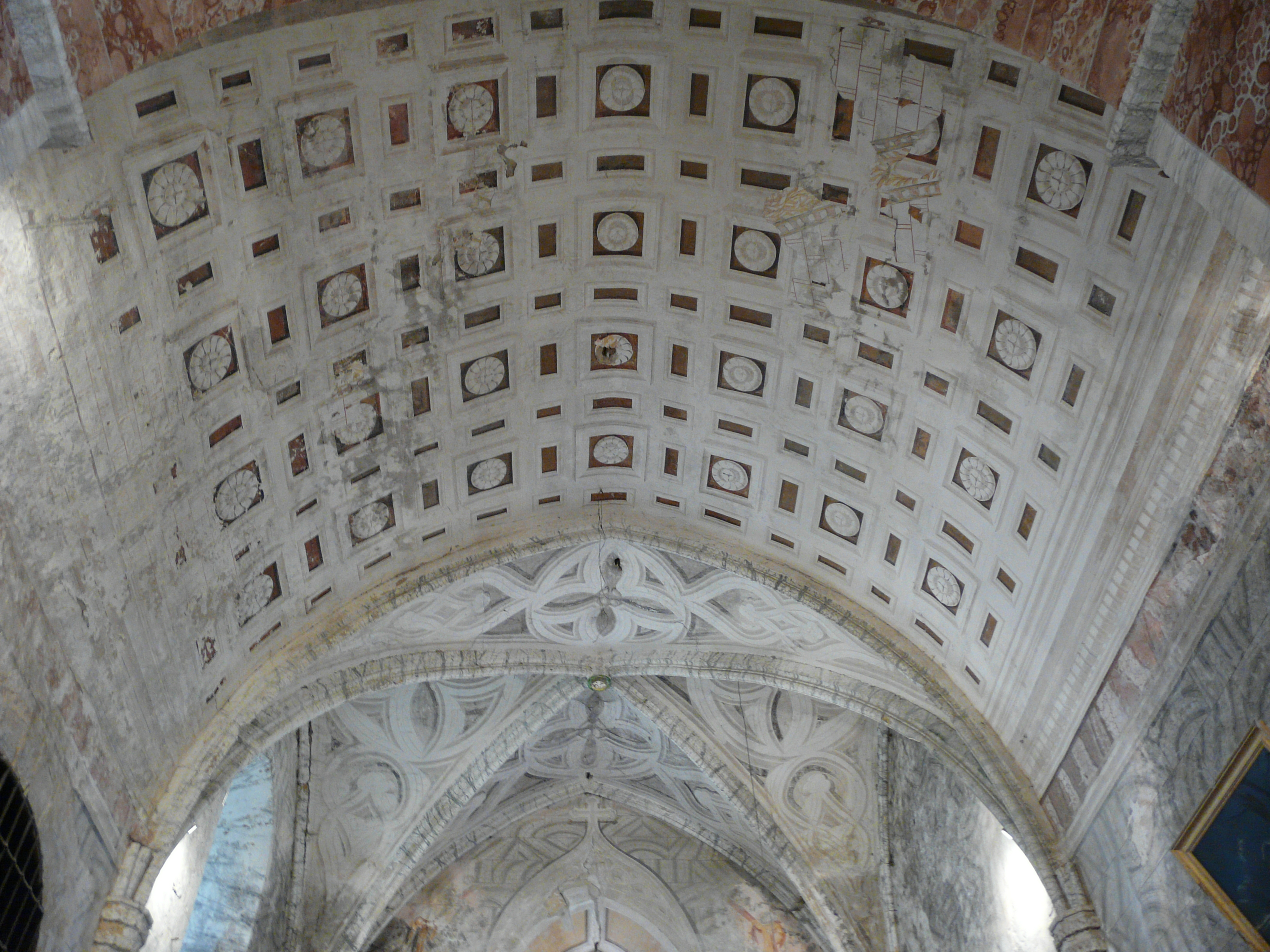
Le plafond des deux travées du chœur.
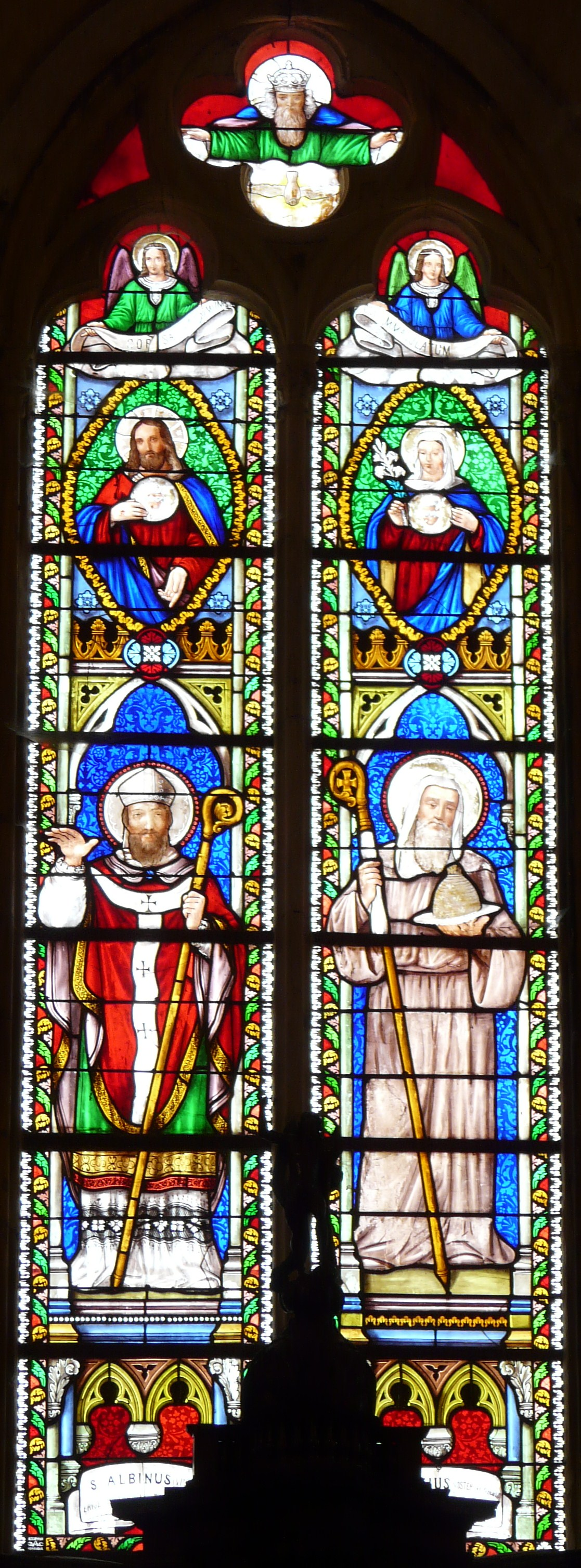
Le vitrail central du chœur représentant saint Aubin et saint Eusice.
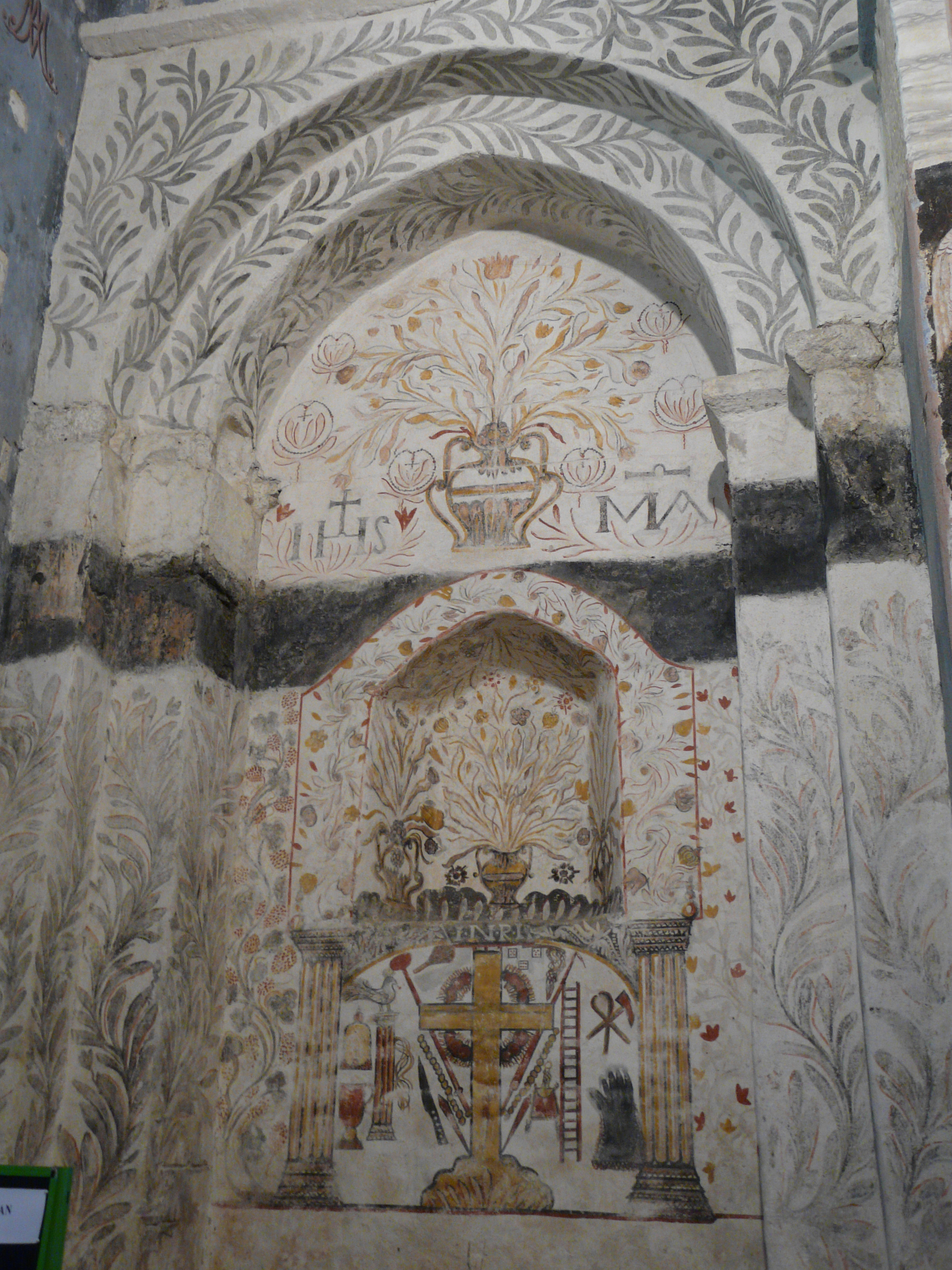
Les peintures du transept nord, traversées par la litre funéraire.
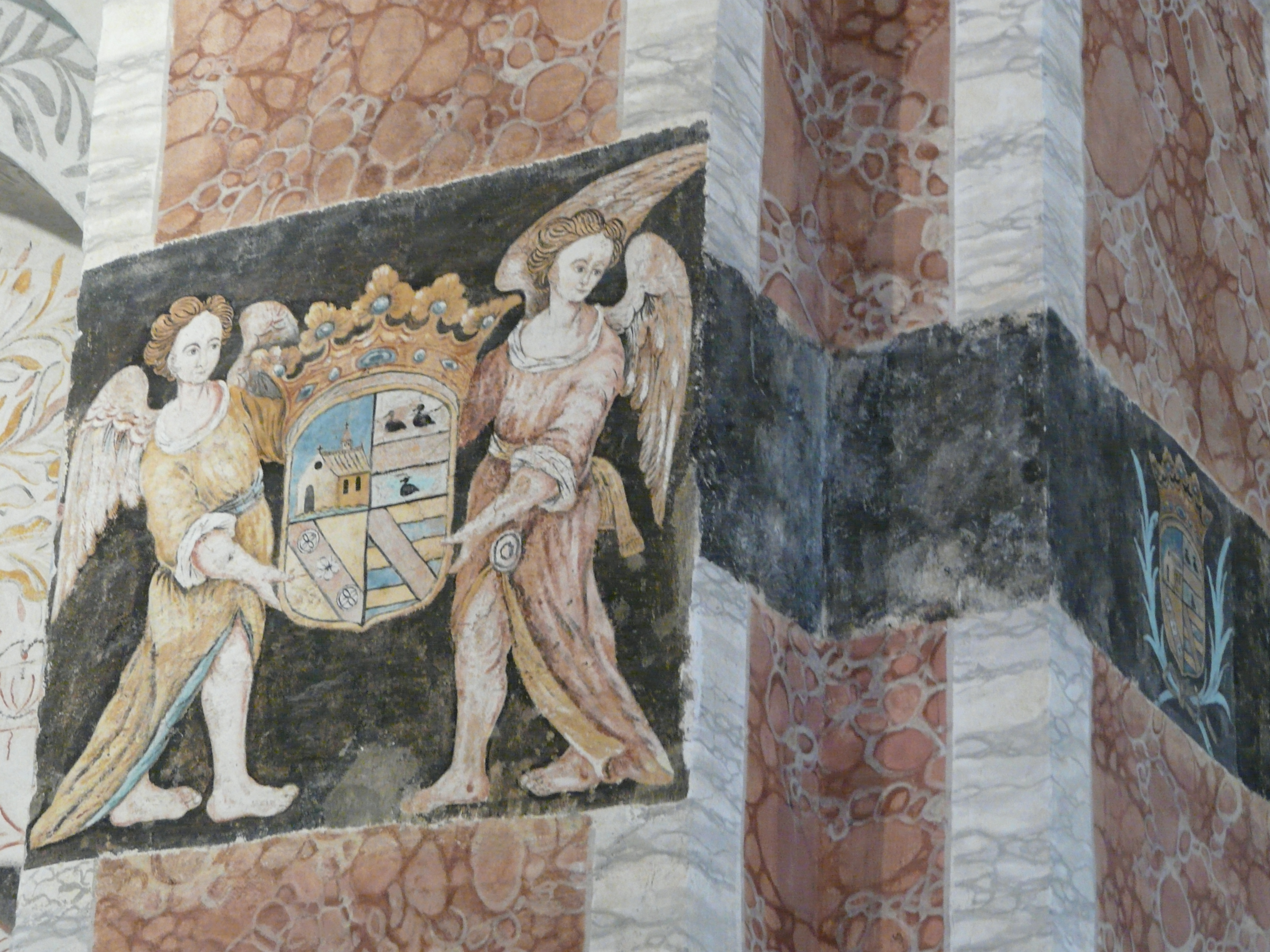
Détail de la litre funéraire.

## Mobilier
L'église recèle plusieurs objets classés au titre des monuments historiques : 
- un impressionnant maître-autel baroque du XVIIe siècle composé de l'autel, du tabernacle et d'un retable polychrome haut de quatre mètres et large de sept[3] ; quatre statues y sont représentées : saint Aubin, saint François d'Assise, saint Paul et saint Pierre[3] en costume pontifical ;

- deux statues du XVIIe siècle en noyer représentant saint Roch et saint Antoine[4].

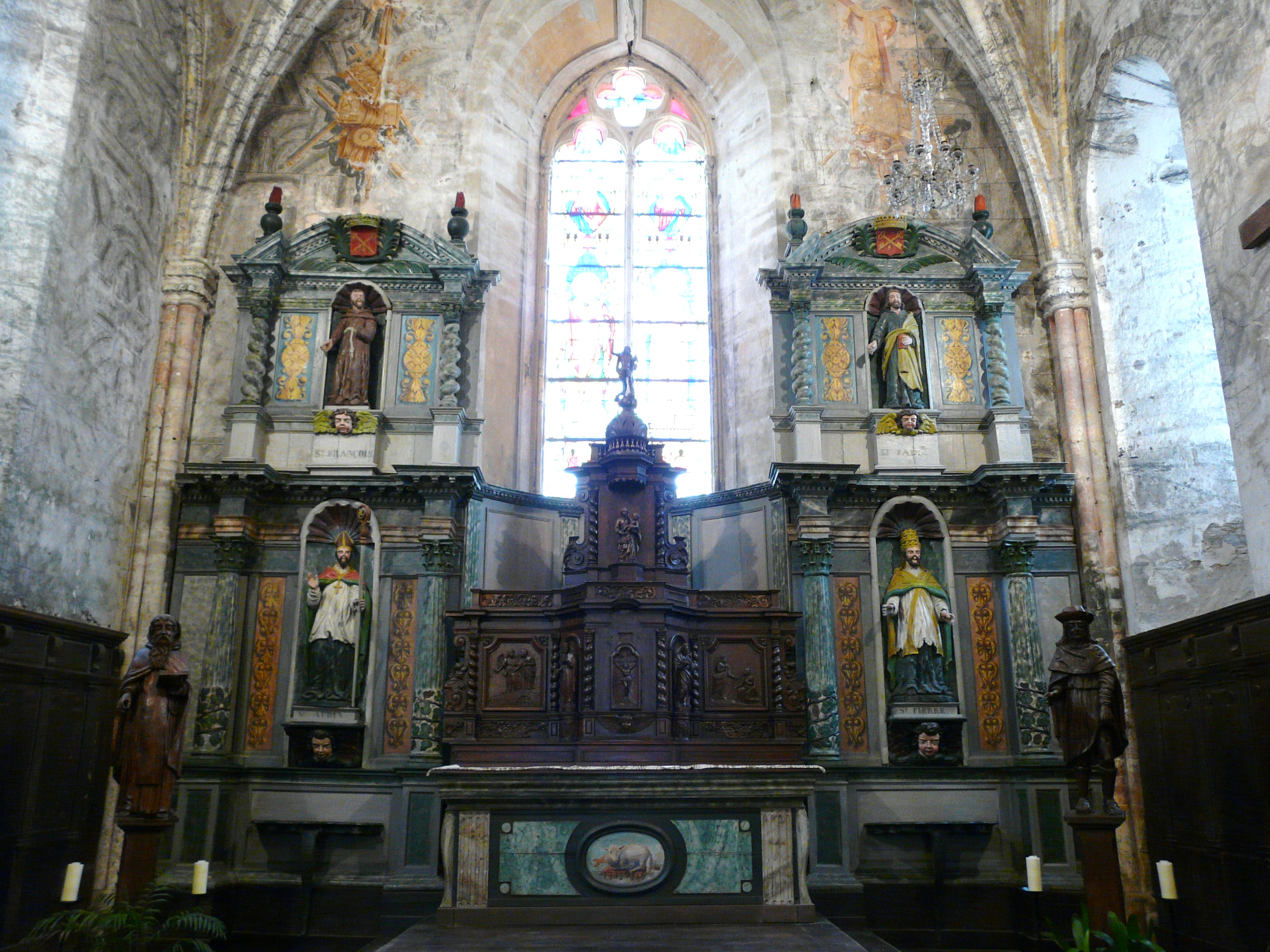
Le chœur et le maître-autel, avec de part et d'autre, les statues de saint Antoine et saint Roch.
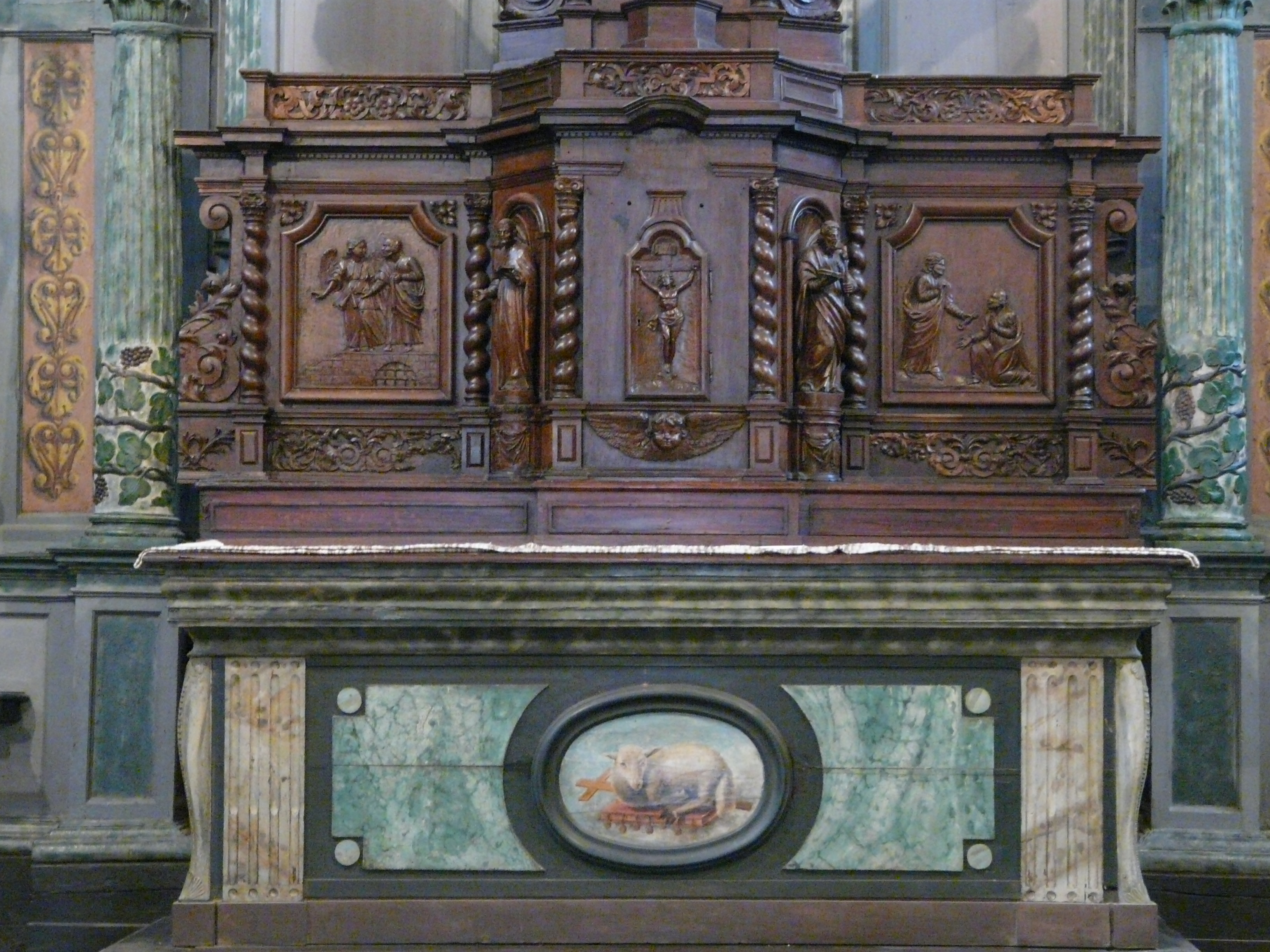
L'autel et le tabernacle.
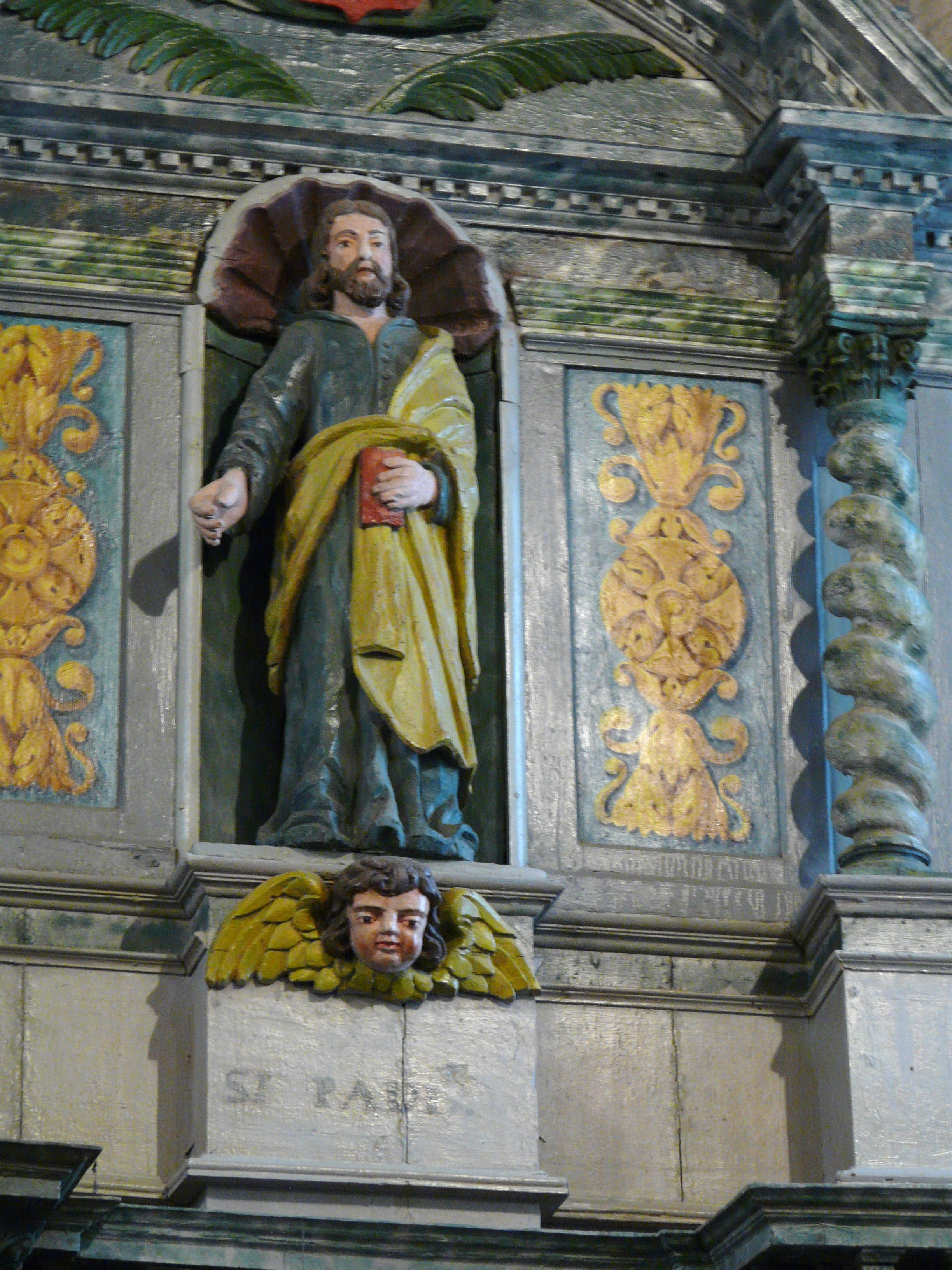
Statue représentant saint Paul.
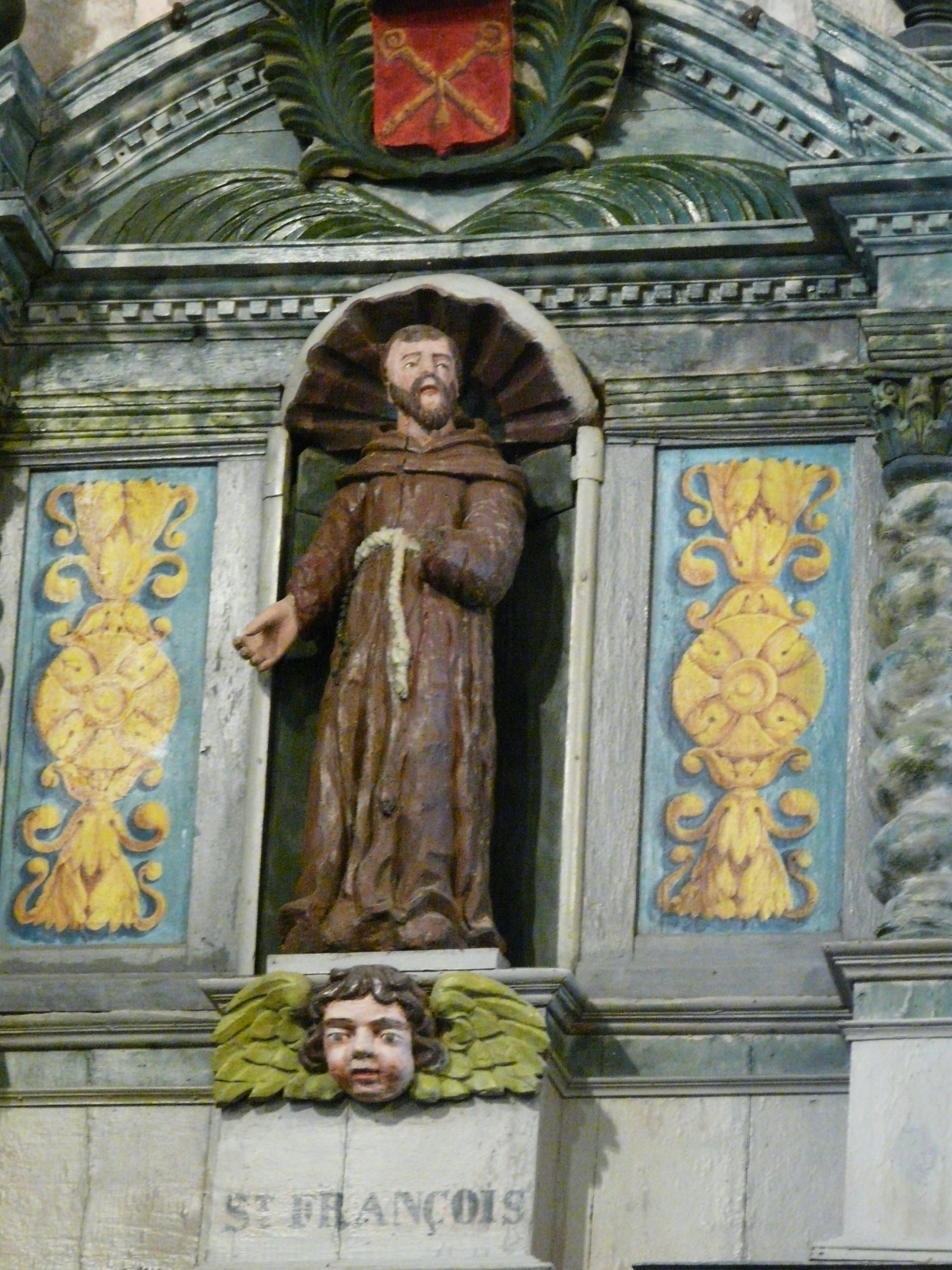
Statue représentant saint François d'Assise.